# Bádísz zírida emír
Bádísz ibn Manszúr (arabul:باديس بن منصور) az észak-afrikai Ifríkija állam harmadik Zírida uralkodója volt 995-től haláláig, 1016-ig.
Apjától, a 984 és 995 között uralkodó Manszúr ibn Buluggintól örökölte a trónt, amely ekkor még alkirályi tisztségnek felelt meg, hiszen a dinasztia az Egyiptomból uralkodó Fátimida-dinasztia hűbérese volt.
A Fátimidák támogatását élvezte, amikor a dinasztián belüli hatalmi küzdelembe bonyolódott nagyszülői nagybátyjával, Závi ibn Zírivel, aki utóbb Andalúziába menekült és megalapította a Granadát 1012 és 1090 közt uraló dinasztiát.
Hamarosan azonban Bádísz ibn Manszúr még nagyobb kihívással találta szemben magát. Nagybátyja, Hammád ibn Buluggin erős hatalmat épített ki a dinasztia uralma alá tartozó Algéria kormányzójaként. Új székhelyet épített magának, Bejaiát és végül 1014-ben elszakadt a Zírida-dinasztiától. Ebben a küzdelemben a Fátimidák nem támogatták Bádíszt, aki kénytelen volt belenyugodni a területek elvesztésébe.
Halála után utóda fia, Muizz ibn Bádísz lett, aki lerázta a Fátimidák uralmát, de ennek ára a Banú Hilál beduin arab törzsek pusztító támadása lett.
A neve azt jelenti: "példa nélküli, csodálatra méltó."